# Công suất hiệu dụng
Công suất hiệu dụng, công suất thực P, là phần công suất điện có thể biến đổi thành các dạng công suất khác (cơ, nhiệt, hay hóa). Đơn vị của công suất hiệu dụng P la watt (W).
Khi hiệu điện thế u(t) và cường độ dòng điện i(t) không đổi thì P = U · I.
Nếu u(t) và i(t) là những giá trị biến đổi thì P là giá trị trung bình của công suất tức thời p
{\displaystyle P={\bar {p}}={\overline {u\cdot i}}={\frac {1}{T}}\int _{t_{0}}^{t_{0}+T}u(t)\cdot i(t)\,\mathrm {d} t}
Khi u(t), i(t) biến đổi theo đồ thị hàm sin thì {\displaystyle P=U\ I\ \cos \varphi }, với U, I: giá trị hiệu dụng u(t), i(t); φ là pha lệch giữa u(t), i(t).
Công suất hiệu dụng P là phần thực của công suất biểu kiến S, S = P + iQ.